# Castillejo de Mesleón
Castillejo de Mesleón es un municipio y localidad española de la provincia de Segovia, en la comunidad autónoma de Castilla y León. Cuenta con una población de 110 habitantes (INE 2024).
Se encuentra situado en el km 110 de la A-1, que enlaza con la SG-911, que a su vez enlaza con la N-110. En el término municipal del mismo se encuentra la pedanía de Soto de Sepúlveda a 3 km al este de Castillejo. Asimismo, éste es la cabeza del ochavo homónimo que junto a otros cinco componen hoy la Comunidad de Villa y Tierra de Sepúlveda.

## Toponimia
El topónimo hace referencia a la persona que llevó a cabo la repoblación del municipio, llamado Mer León, o Mer siendo hijo de León, y la palabra Castillejo haciendo referencia al antiguo castillo.

## Geografía

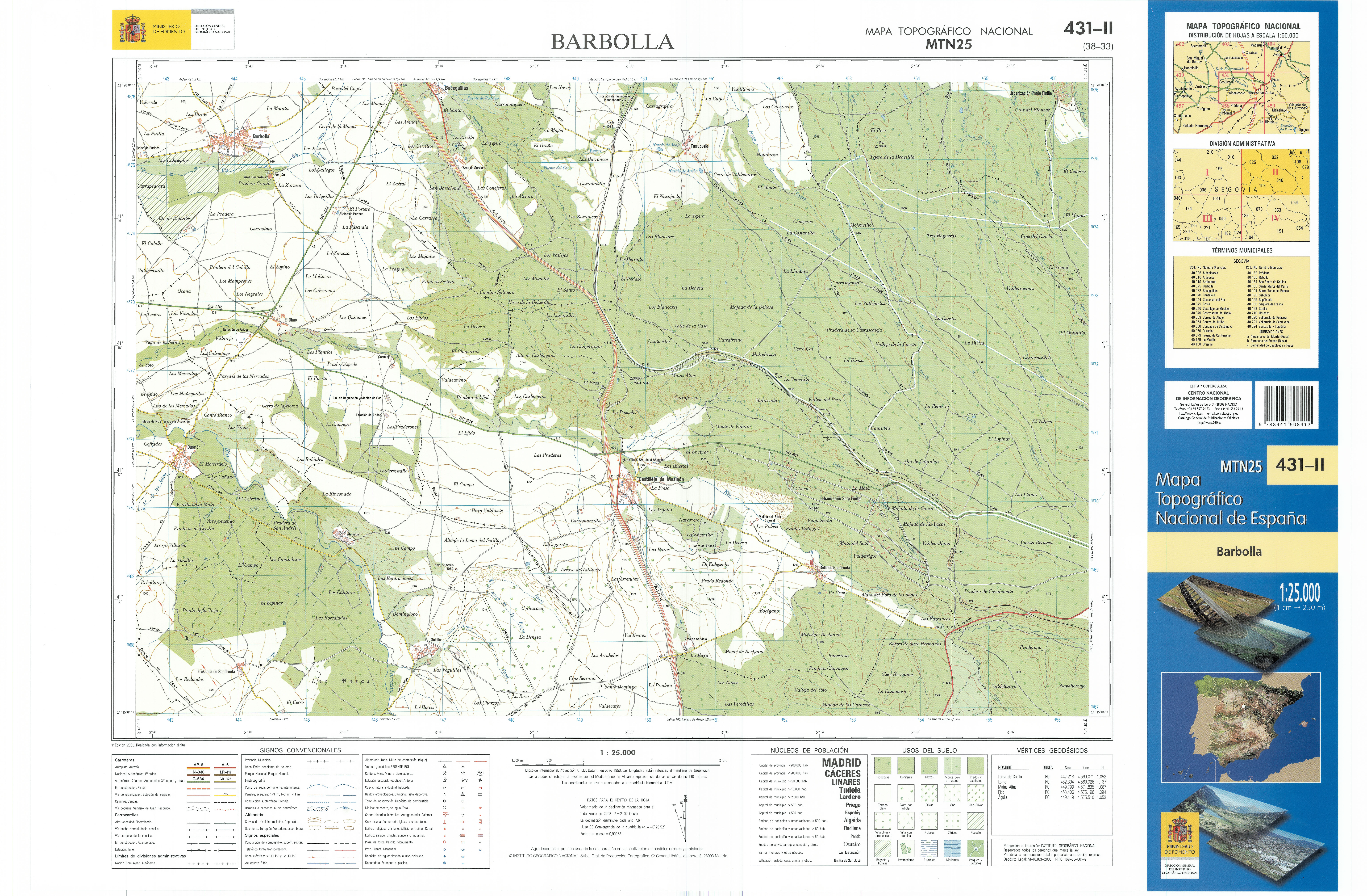
Fragmento de la hoja 431 del Mapa Topográfico Nacional de España de 2008 en el que se representa Castillejo de Mesleón

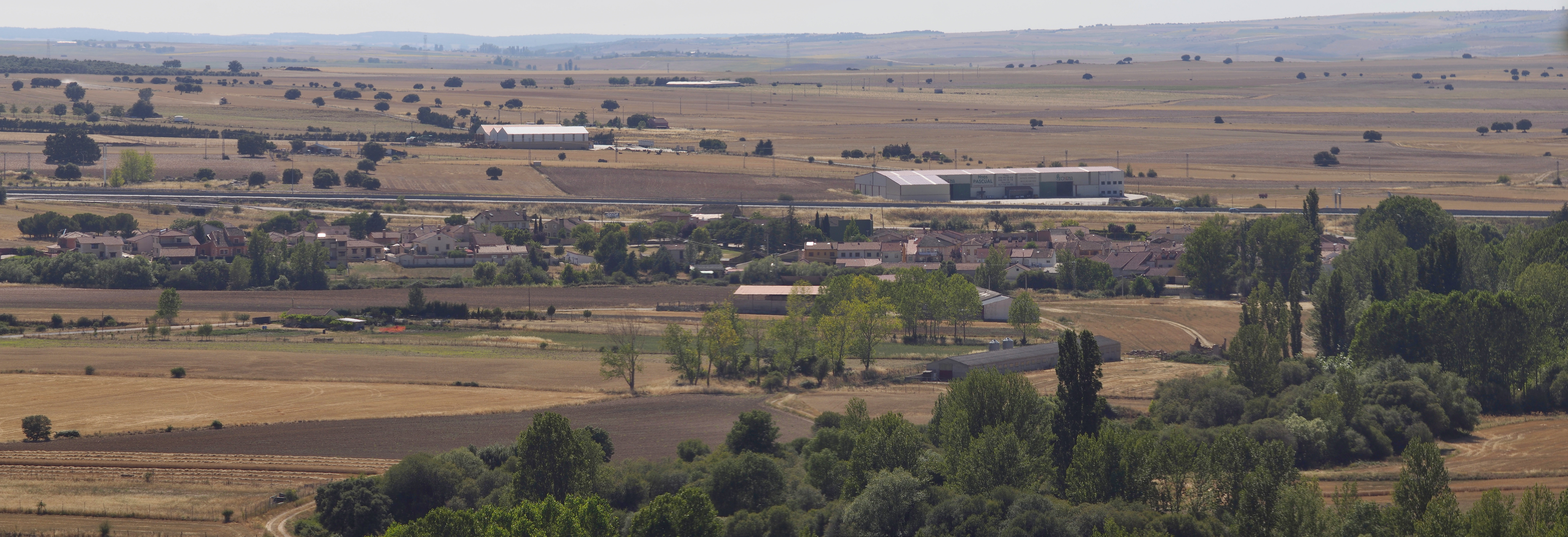
Castillejo de Mesleón visto desde el noreste, al fondo la A-1

| Noroeste: Barbolla       | Norte: Boceguillas    | Noreste: Boceguillas               |
| Oeste: Barbolla, Sotillo |                       | Este: Comunidad de Sepúlveda-Riaza |
| Suroeste: Sotillo        | Sur: Cerezo de Arriba | Sureste: Cerezo de Arriba          |

## Historia
A lo largo de toda la vega del río Serrano los romanos construyeron casas de labor, muy parecidas a los cortijos de Andalucía, cuyos terratenientes romanos empleaban a sus esclavos en la explotación de las fincas. De esta manera se formó el Gran Duratón, que se componía de las casas o cortijos creados en las márgenes de los ríos Serrano y Duratón y que actualmente forman las localidades de Sotos de Sepúlveda, Castillejo de Mesleón, El Olmo y Duratón. 
El territorio es repoblado durante la Reconquista por la Comunidad de Villa y Tierra de Sepúlveda, quedando encuadrado dentro del Ochavo de la Sierra y Castillejo, del que es capital.
Los primeros documentos que demuestran la existencia del municipio lo sitúan en el siglo XI, aunque la primera mención a su nombre se da en el siglo XIII: 'Castillejo', que alude a alguna fortificación de la que no se ha conservado ningún resto. No obstante, el actual municipio no se componía solo de este pueblo, sino que es fruto de la segregación de otras localidades. La primera aldea de la que se tiene referencia es Aldea de Esteban Ibáñez (Aldibáñez o San Juan de Aldibáñez), situada 1 km al oeste descendiendo el curso del río Serrano, que data del siglo VI. Unos 1500 m al este, remontando el curso del mismo río, existió la aldea de Santa Inés. La desaparición de estos, probablemente por despoblaciones hacia el núcleo más poblado, provocó un progresivo aumento de su población desde el siglo XV.
Finalmente existió otro municipio (hoy anejo de Castillejo de Mesleón) llamado Soto de Sepúlveda, a unos 2000 m, también remontando el río Serrano, hacia el este. Fue agregado a Castillejo sobre 1850 cuando contaba una población de 82 habitantes.
A mediados del siglo XIX, Castillejo aparece citado por el Diccionario Geográfico de Pascual Madoz, quien da al pueblo 224 habitantes repartidos en 52 casas. Respecto a infraestructuras, contaba con escuela primaria, iglesia parroquial (Nuestra Señora de la Asunción) con cura adscrito, ermita (San Roque) y cementerio alejado. Asimismo alojaba dos paradores, una casa de postas y una posada debido al tránsito de la carretera de Bayona en el terreno adyacente al pueblo que aportaba una cierta actividad económica al margen del sector primario. No obstante, la mayor producción castillejana, igual que el resto de los pueblos de la región, era la ganadería, sobre todo lanar y vacuna, alimentada por los pastos que regaba el vecino río Serrano.
En el siglo XX, Castillejo de Mesleón alcanza un pico demográfico, pues los censos indican que llega a albergar hasta 411 personas repartidas en 150 viviendas hacia 1950. Su actividad principal continuaba siendo la ganadera y pastoril. No obstante, el fenómeno del éxodo rural del tardofranquismo afectó a este municipio tanto como a gran parte del mundo rural español. Hubo un masivo abandono de familias agrarias que se trasladaron a las ciudades, sobre todo Madrid, Segovia y Burgos que dejó a Castillejo en un mínimo de población. No obstante, en las últimas décadas ha conseguido estabilizar su población en torno a los 160 habitantes, que se ven incrementados en los fines de semana y períodos vacacionales.
El alcalde de Castillejo de Mesleón a principios de 2015 es Ricardo Díez Pascual, quien lleva ejerciendo de manera continuada el cargo desde el año 1963. Esto lo convierte en el edil más longevo de España, con cerca de cincuenta años de ejercicio del poder, y su figura ya ha hecho historia en su pueblo, pues en 1994 se le dio su nombre a una calle del pueblo, y fue nombrado hijo predilecto de Castillejo.
En el año 2010 se finalizaron dos grandes reformas en el pueblo: el ayuntamiento, antigua escuela hacia la década de 1970; y la ermita de San Roque, financiadas por el proyecto Arquimilenio de la Junta de Castilla y León.

## Demografía
Cuenta con una población de 110 habitantes (INE 2024).
| Gráfica de evolución demográfica de Castillejo de Mesleón entre 1842 y 2021 |
| |
| Población de derecho según los censos de población del INE Población de hecho según los censos de población del INEEntre el censo de 1857 y el anterior, crece el término del municipio porque incorpora a 405039 (Sotos de Sepúlveda) |

## Administración y política
| Periodo   | Nombre                                                             | Partido | Partido |
| --------- | ------------------------------------------------------------------ | ------- | ------- |
| 1979-1983 | Ricardo Díez Pascual                                               |         | UCD     |
| 1983-1987 | Ricardo Díez Pascual                                               |         | CP      |
| 1987-1991 | Ricardo Díez Pascual                                               |         | PDP     |
| 1991-1995 | Ricardo Díez Pascual                                               |         | PP      |
| 1995-1999 | Ricardo Díez Pascual                                               |         | PP      |
| 1999-2003 | Ricardo Díez Pascual                                               |         | PP      |
| 2003-2007 | Ricardo Díez Pascual                                               |         | PP      |
| 2007-2011 | Ricardo Díez Pascual                                               |         | PP      |
| 2011-2015 | Ricardo Díez Pascual                                               |         | PP      |
| 2015-2019 | Ricardo Díez Pascual                                               |         | PP      |
| 2019-2023 | Susana de las Monjas García                                        |         | PSOE    |
| 2023-act. | Miguel Mora Martín (2023-2023)María José Guzmán Recuero (2023-act) |         | PP PSOE |

## Patrimonio

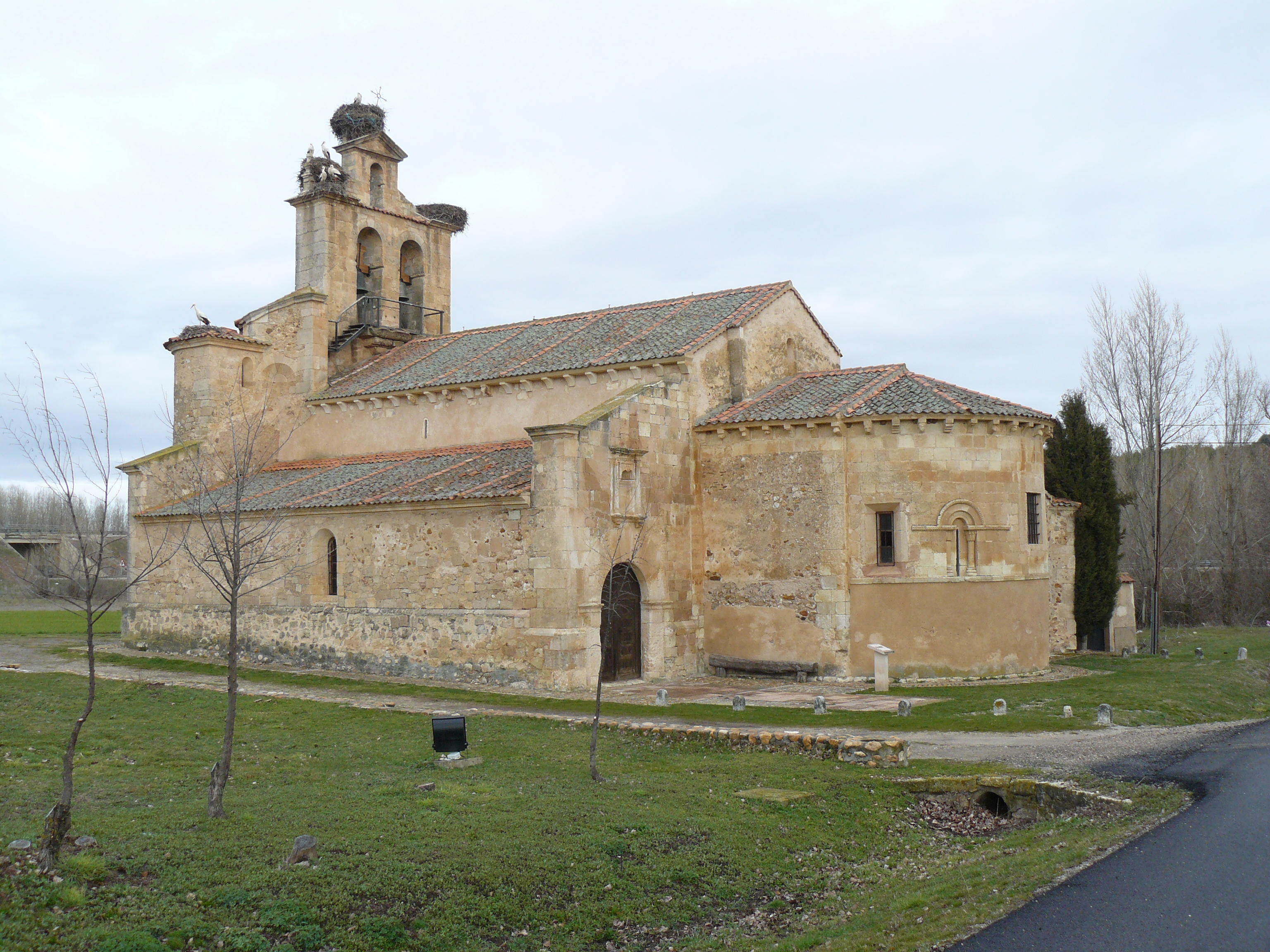
Iglesia de Nuestra Señora de la Asunción.

- Iglesia de Nuestra Señora de la Asunción. Fue declarada Bien de Interés Cultural en el año 1995. De origen románico de una sola nave con cabecera semicircular, posteriormente en el siglo XVI se añadió una sacristía gótica y en el siglo XVII en una importante reforma se añadieron el torreón, la espadaña y el pórtico. De la primitiva quedan los capiteles del interiores decorados con temas como la Degollación de los Inocentes, una lucha entre guerreros, otra entre un guerrero y un león y seres mitológicos. También se mantienen los canecillos, una puerta de cinco arquivoltas y la pila bautismal.
- Ermita de San Roque, con cabecera semicircular y una espadaña barroca.
- Antigua fragua reconvertida en museo.
- Potro de herrar, muestra la tecnología industrial de este pueblo en el pasado.
- Pilón centenario.[5][6][7][8]

## Fiestas
- Santa Águeda, el 5 de febrero.
- San Isidro, el 15 de mayo, con una rogativa para la bendición de los campos.
- San Antonio, el 13 de junio
- Nuestra Señora de la Asunción y San Roque, el 15 y 16 de agosto, son las fiestas principales y son seguidas por la semana gastronómica. Son tradicionales las pujas por los palos de las andas y la subida al trono de la Virgen y de San Roque.
- Fiesta de los Mayores, en agosto, con un homenaje a las personas mayores, colabora la Asociación Cultural El Castillo.
- Concurso de pintura inspirada en el pueblo, durante el verano.
- Cabalgata de Reyes Magos, de gran importancia, realizada junto a los pueblos del entorno. El Ayuntamiento compra un regalo a cada niño según el censo de Vecinos, tradición que se remonta a un censo enfitéutico de origen medieval.[5][6][9][10]

## Gastronomía
Destacan los lechazos asados además de perdices guisadas de diferentes maneras en varios de los restaurantes del municipio.Otras especialidades son la Morcilla de arroz y el Ponche segoviano.